# Christian Ulrik Adolph Plesner
Christian Ulrik Adolph Plesner (25. februar 1826 i Humble Præstegård – 1. juli 1882 i København) var en dansk arkivar.
C.U.A. Plesner blev født i Humble] på Langeland som søn af pastor (senere provst) Ulrik Adolph Plesner og Anna Christine født Brandt. Dimitteret til Københavns Universitet 1843 studerede han jura og historie; han deltog i krigen 1848 som frivillig i kampene ved Bov, Mysunde og i Sundeved. Næste år ansattes Plesner som stipendiar i Gehejmearkivet, men udskreves 1850 til krigstjeneste og blev reserveløjtnant i artilleriet 1851; efter at være blevet udnævnt til kancellist i Arkivet afskedigedes han af krigstjenesten 1854. 1861 blev han inspektør ved læsesalen, 1863 1. arkivsekretær og registrator, en stilling han forblev i til sin død.
Plesner besad en sikker hukommelse, betydelige historiske kundskaber, ikke lidt skarpsindighed og stor kyndighed i skriftlæsning; han var gehejmearkivar Caspar Frederik Wegener dygtige hjælper ved besvarelsen af forespørgsler til arkivet og ved udgivelsen af aktstykker i dets Aarsberetninger, ligesom de arkivbesøgende hos ham fandt redebon bistand.
Plesner blev 1862 optaget i Det kongelige danske Selskab for Fædrelandets Historie og var dets sekretær fra 1863 til sin død.
Han udgav flere bind af De ældste danske Arkivregistraturer og ydede bistand ved udgivelsen af forskellige værker. Plesner deltog ivrig i livet i Studenterforeningen, hvor han tilbragte sin fritid og vandt mange venner. Han var ugift.
Han er begravet på Assistens Kirkegård.